# Milena Jelinek
Milena Jelinek (en checo: Milena Jelínková, nacida Tobolová; Přeštice, 1935 - Nueva York, 16 de abril de 2020) fue una guionista, dramaturga y maestra checa estadounidense. Famosa por redactar el guion de la película Forgotten Light, que recibió tres Leones Checos en 1997. Su nombre está asociado con la generación dorada de cineastas checos, conocida como Czech New Wave. Estaba casada con el difunto Frederick Jelinek.

## Biografía
Jelinek nació en 1935. A partir de 1955, estudió en la Escuela de Cine y TV de la Academia de Artes Escénicas de Praga. El director de cine Ivan Passer fue uno de sus compañeros de clase, y el escritor Milan Kundera fue su profesor de literatura. Miloš Makovec y Jiří Brdečka filmaron uno de sus primeros guiones, escrito bajo su apellido de soltera y titulado Snadný život (Una vida fácil). Ya durante sus estudios, participó en varias protestas anticomunistas. Según sus propias palabras, el presidente checoslovaco Antonín Novotný en un discurso contra "escritores poco confiables" incluso mencionó su nombre como "persona subversiva". 
Frederick Jelinek emigró de Checoslovaquia a los Estados Unidos en 1949, sin embargo, en 1957 visitó Viena como participante de una conferencia profesional. Durante su estancia, decidió visitar a sus viejos amigos en Praga. Conoció y se hizo amigo de Milena Tobolová durante una reunión con el director de cine Miloš Forman en un café de Praga. Poco a poco, se hicieron cercanos y finalmente decidieron casarse. Sin embargo, su solicitud de matrimonio fue denegada en varias ocasiones por las autoridades comunistas. En 1960, Frederick Jelinek fue proclamado "persona non grata" en Checoslovaquia y sus visitas planificadas fueron prohibidas permanentemente. Casualmente, el mismo año, Tobolová recibió permiso del gobierno para abandonar el país. Su hijo William Jelinek más tarde afirmó: "Como un regalo inaugural a Kennedy, los checos liberaron a nueve disidentes y uno de ellos fue mi madre". En enero de 1961, se fue a los Estados Unidos y poco después se casó con Jelinek.
En los Estados Unidos, logró gradualmente encontrar un lugar en el mundo del cine, principalmente gracias a otro emigrante, el cineasta František Daniel. Ella ya lo conocía de la escuela en Praga, y lo volvió a encontrar en el American Film Institute en Los Ángeles. En 1980, se unió a él y comenzó a enseñar escritura de guiones en la Universidad de Columbia en Nueva York. En la universidad, pasó gran parte de su carrera profesional. 
Es autora del guion de la obra Adina, representada en 2007 en el Teatro Vinohrady, Praga. La obra representa la historia de la vida de la reconocida actriz checa anterior a la guerra Adina Mandlová. 
Para el guion de la película Zapomenuté světlo (Luz olvidada), encontró inspiración en un cuento del sacerdote y escritor católico checo Jakub Deml. Forgotten Light recibió siete nominaciones a los Leones Checos, incluida una al mejor guion, sin embargo, la Academia Checa de Cine y Televisión otorgó a la película tres Leones al mejor actor, mejor actriz de reparto y mejor sonido.

## Muerte
Ella murió de complicaciones de coronavirus con 85 años.